# Patricia Ofori
Patricia Ofori (* 9. Juni 1981 in Kasoa, Ghana; † 20. April 2011 in Huntsville, USA) war eine ghanaische Fußballspielerin.

## Karriere
Patricia Ofori begann ihre Karriere mit dem ghanaischen Verein Mawuena Ladies und ging 2005 in die USA, wo sie von 2005 bis 2007 für die A&M Bulldogs neben ihrem Studium an der Alabama Agricultural and Mechanical University spielte. Nach der WM 2007 beendete sie ihre aktive Fußballkarriere.

## Internationale Karriere
Ofori gab ihr Debüt für die ghanaische Fußballnationalmannschaft der Frauen 2003 und wurde zweimal für eine Weltmeisterschaft nominiert. Sie nahm für Ghana an zwei Weltmeisterschaften teil. Sie war zweimal im Kader für die Fußball-Weltmeisterschaft der Frauen, sie kam aber in beiden Turnieren 2003 und vier Jahre später bei der Fußball-Weltmeisterschaft der Frauen 2007 zu keinem Einsatz.

## Tod
Die ehemalige Fußballerin der Black Queens verunglückte am 21. April 2011 tödlich mit ihrem Auto. Sie stieß mit ihrem Ford Mustang frontal in einen entgegenkommenden Toyota Tacoma auf der Landstraße Richtung Pulaski Pike und verbrannte im Wrack ihres Wagens. Sie wurde Ende April 2011 in Accra beerdigt.